# Larbi Ben M'hidi

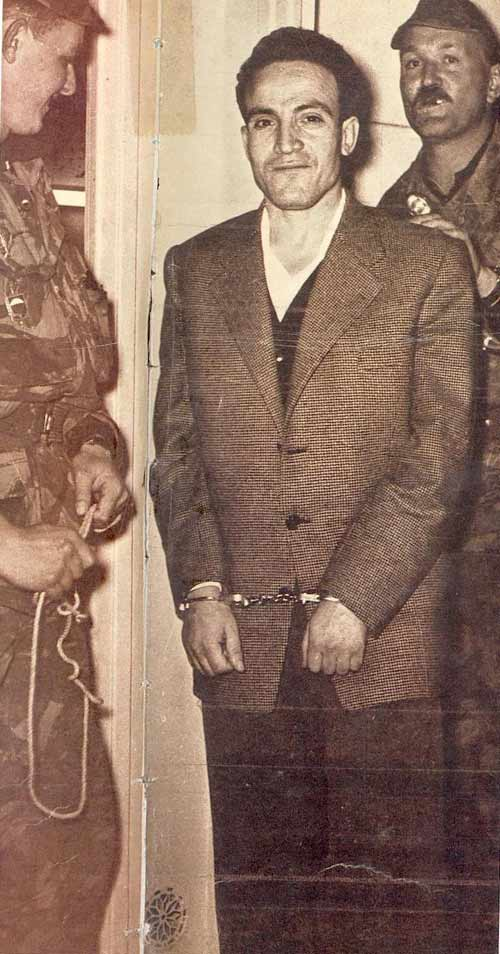
Ben M'hidi bajo arresto junto a dos paracaidistas franceses

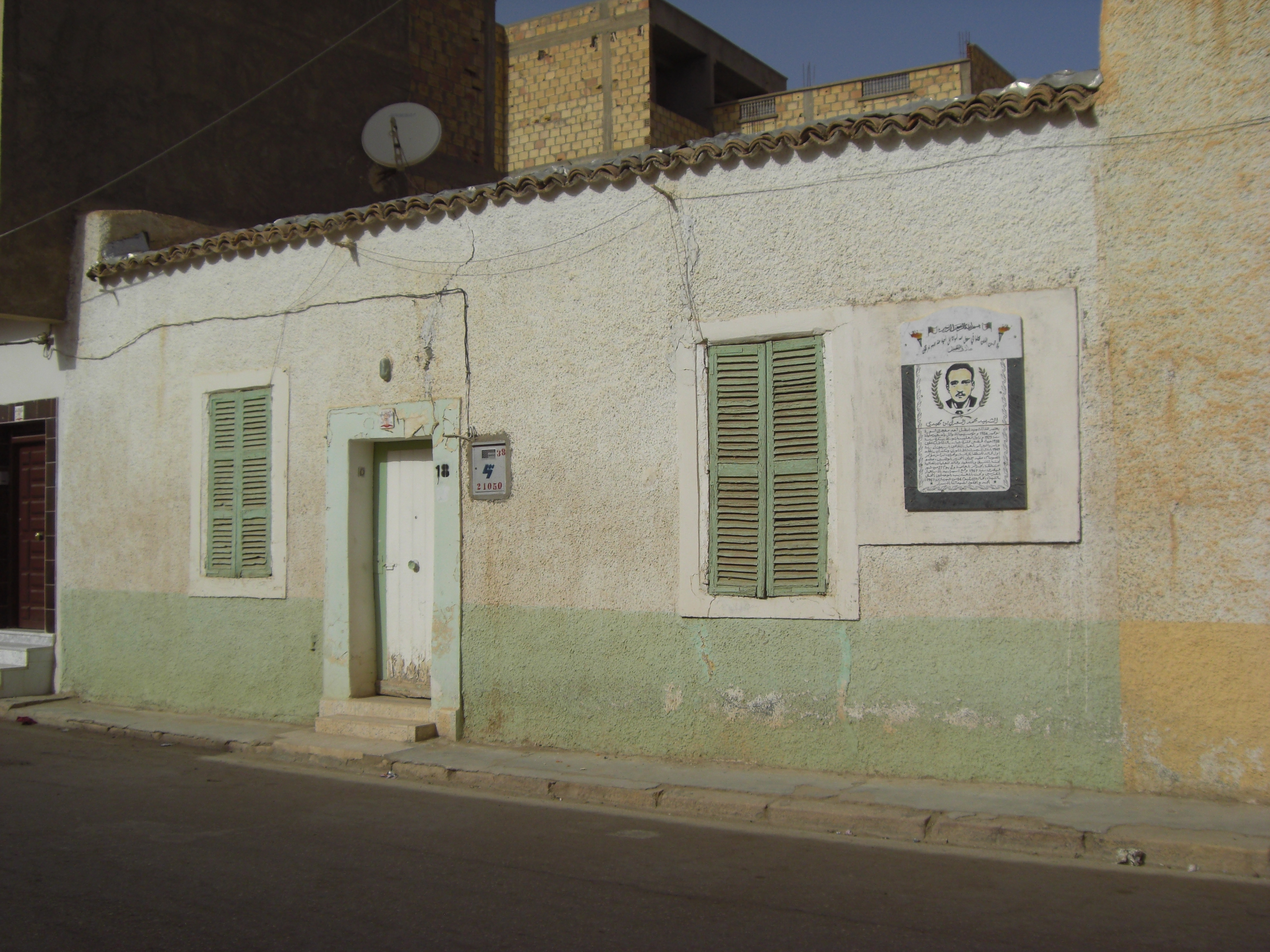
Casa de Ben M'hidi en Biskra

Larbi Ben M'hidi (1923–1957) (en árabe: محمد العربي بن مهيدي‎) fue un líder nacionalista argelino durante la guerra de independencia de Argelia.

## Actividad política
Trabajaba como contable en el servicio de Registro Civil de Biskra. Posteriormente se instala en Constantine donde se aproxima a la Asociación de Ulemas y en particular a Mubarak el-Mili. Ben M'Hidi se adhirió al movimiento de Amigos del Manifiesto de la LIbertad (AML) fundado por Ferhat Abbas y participó en el congreso de marzo de 1945.
Las masacres del 8 de mayo de 1945 dejaron clara su voluntad de proseguir con sus actividades clandestinas. Se unió al Movimiento por el Triunfo de las Libertades Democráticas (MTLD) y a la Organización Especial (OS) en la que participaban también los revolucionarios Ben Bella. Aït Ahmed y Mohamed Boudiaf (posteriormente asesinado).

## Muerte
Fue capturado por paracaidistas franceses en febrero de 1957 mientras supervisaba las acciones de guerrilla del Frente de Liberación Nacional (Argelia) en la Batalla de Argel. Fue torturado hasta la muerte por los servicios secretos franceses.
Se anunció su supuesto suicidio el 6 de marzo de 1957. En una conferencia de prensa, el portavoz del prefecto de Argel declaró: «Ben M'hidi se ha suicidado en su celda colgándose en una cuerda hecha con su camisa». Estas declaraciones fueron disputadas por muchas personas que lo conocían debido a sus fuertes creencias religiosas, ya que el islam prohíbe el suicidio.
En 2001 en una confesión al diario Le Monde, el general Paul Aussaresses reconoció haber asesinado a Larbi Ben M'Hidi y al abogado Ali Boumendjel en la noche del 3 al 4 de marzo de 1957. Anteriormente había admitido el uso de la tortura durante la Guerra de Argelia. El General Bigeard se arrepintió posteriormente de la muerte de Ben M'Hidi. Sus últimas palabras antes de morir fueron:

Vous parlez de la France de Dunkerque à Tamanrasset, je vous prédis l'Algérie de Tamanrasset à Dunkerque. Vous voulez l'Algérie française et moi je vous annonce la France algérienne.
Ustedes hablan de la Francia de Dunkerque en Tamanrasset, yo les predigo la Argelia de Tamanrasset en Dunkerque. Quieren una Argelia francesa y yo les anuncio una Francia argelina.

El 1 de noviembre de 2024, el presidente francés Emmanuel Macron reconoció la responsabilidad de Francia en su asesinato.

## Homenajes
Dio su nombre a una importante calle de Argel, la antigua calle de Isly, así como a otra calle de Orán, la antigua calle de Arzew. Asimismo las playas de la ciudad de Skikda llevan su nombre (bajo dominio francés se llamaban Playas de Juana de Arco). En Argelia se le considera un héroe nacional.